# اپیمتئوس (قمر)
اپیمتئوس یکی از ۶۲ قمر شناخته شدۀ سیاره زحل است که در ۱۸ دسامبر ۱۹۶۶ کشف شد.